# Cañón (geomorfología)

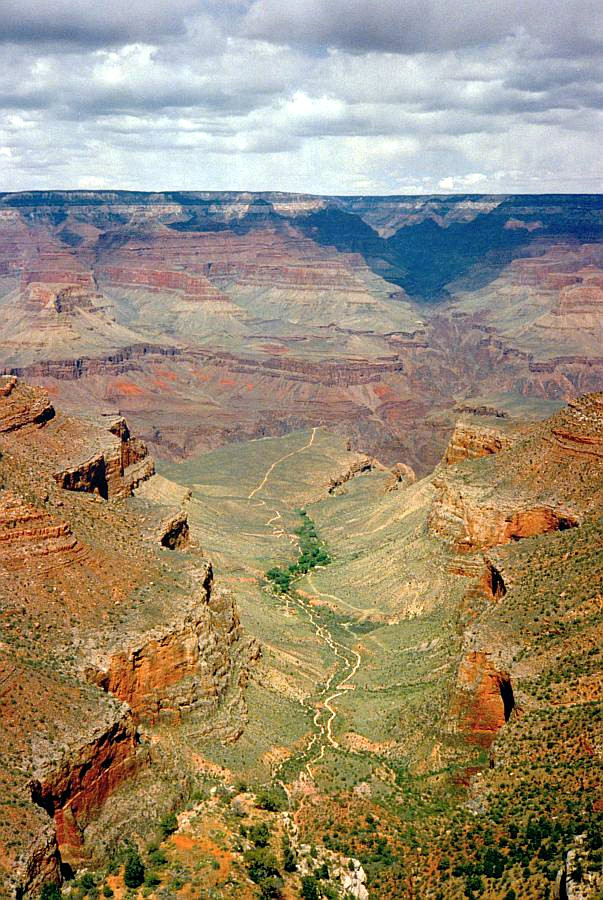
Gran Cañón, Arizona

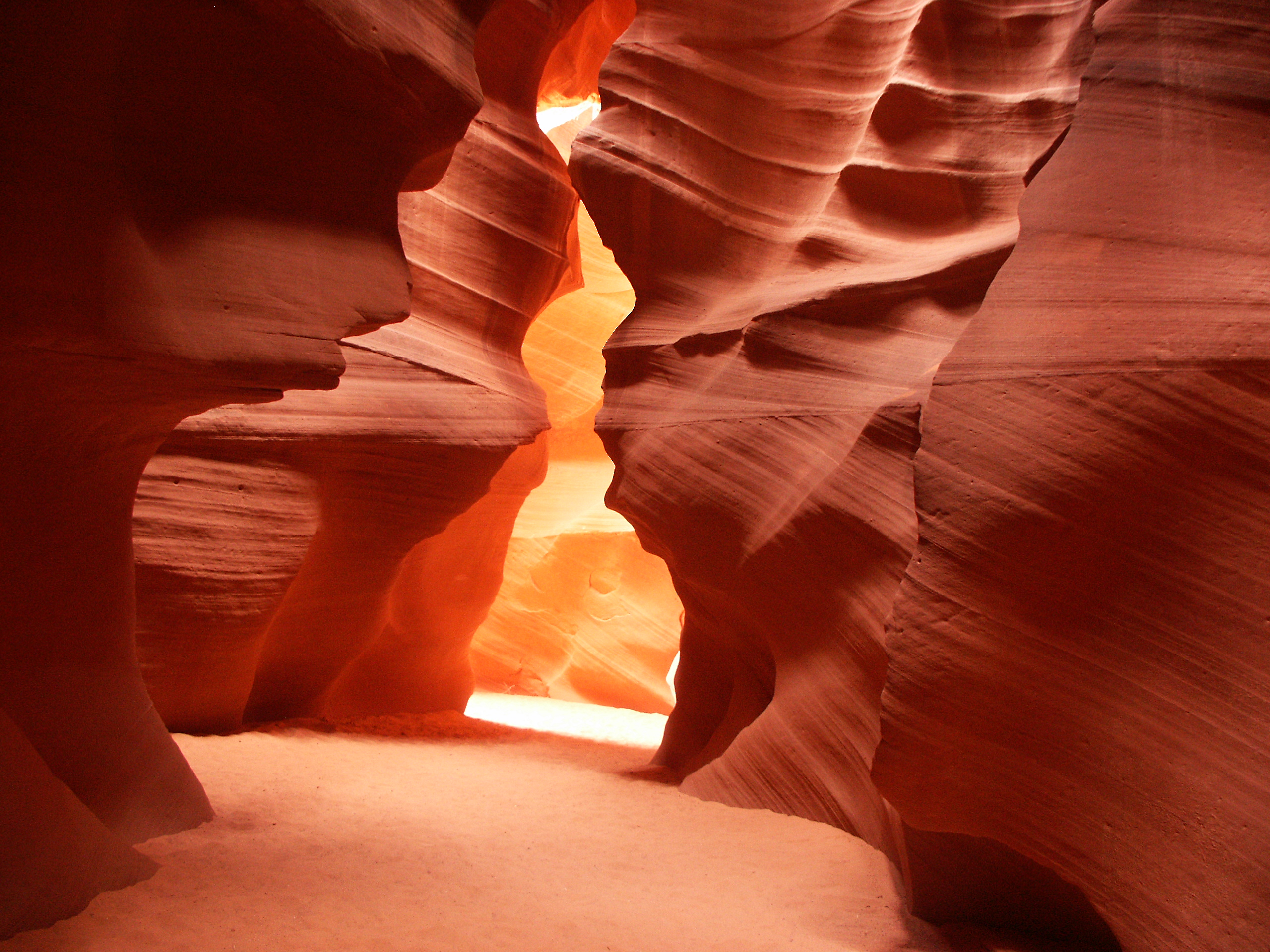
Vista del cañón del Antílope, un desfiladero cerrado en areniscas con estratificación cruzada, en Arizona, Estados Unidos. También llamados gargantas cuando son relativamente angostos, son incisiones lineales de tendencia rectilínea (o curvilínea en el caso de los meandros encajados) y que poseen carácter estructural cuando son originados por levantamientos o hundimientos tectónicos. También pueden originarse por la dinámica fluvial, debido al descenso del nivel de base o por la erosión remontante del río principal.

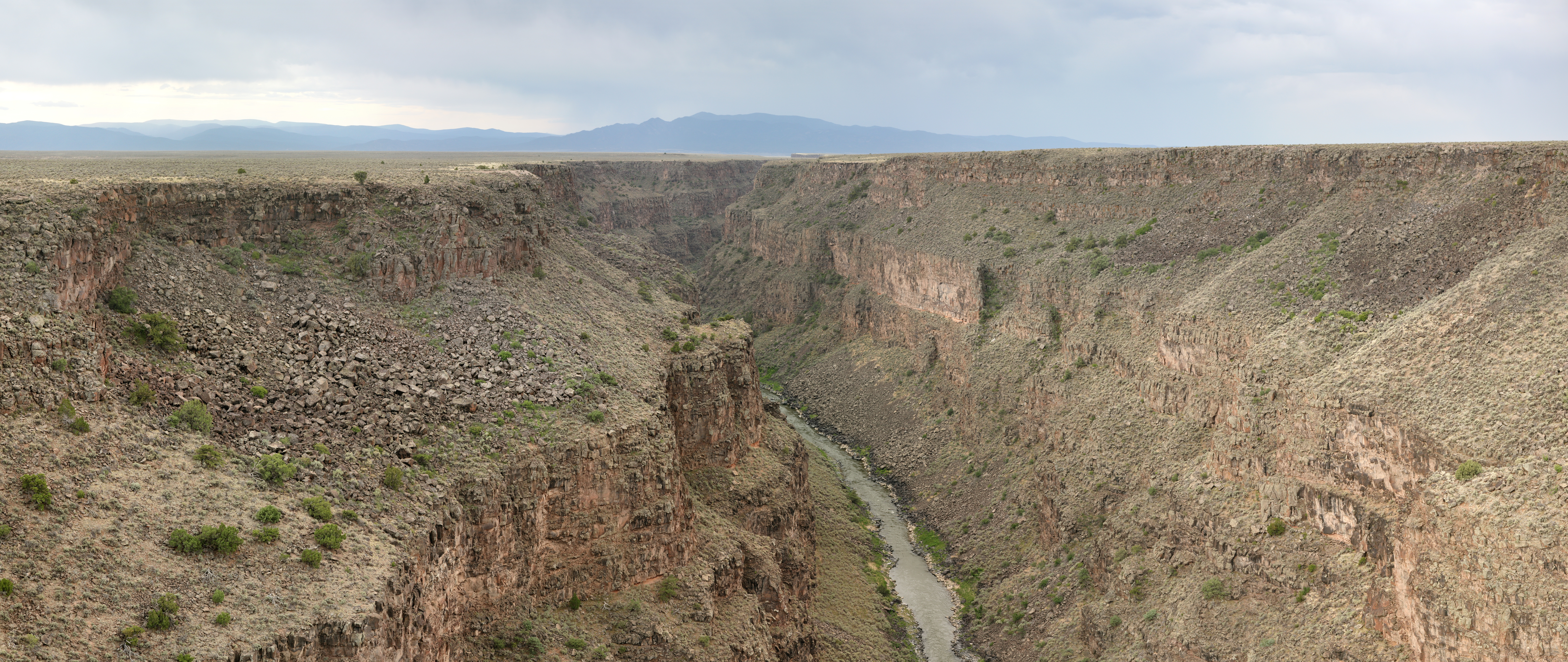
Garganta del río Grande en el suroeste de los Estados Unidos

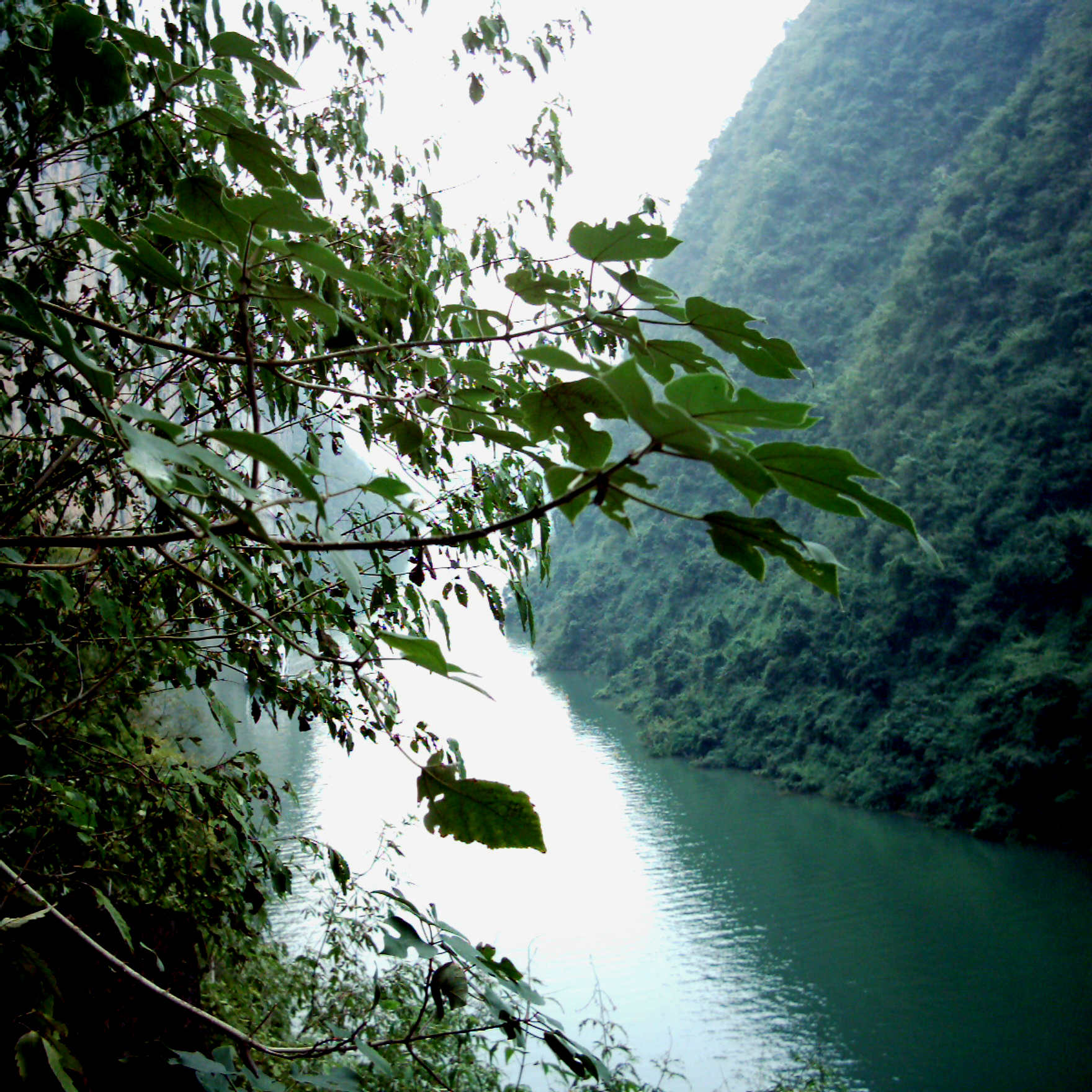
La garganta Qutang es la más corta y espectacular de las Tres Gargantas del río Yangtsé, donde se encuentra la mayor represa del mundo.

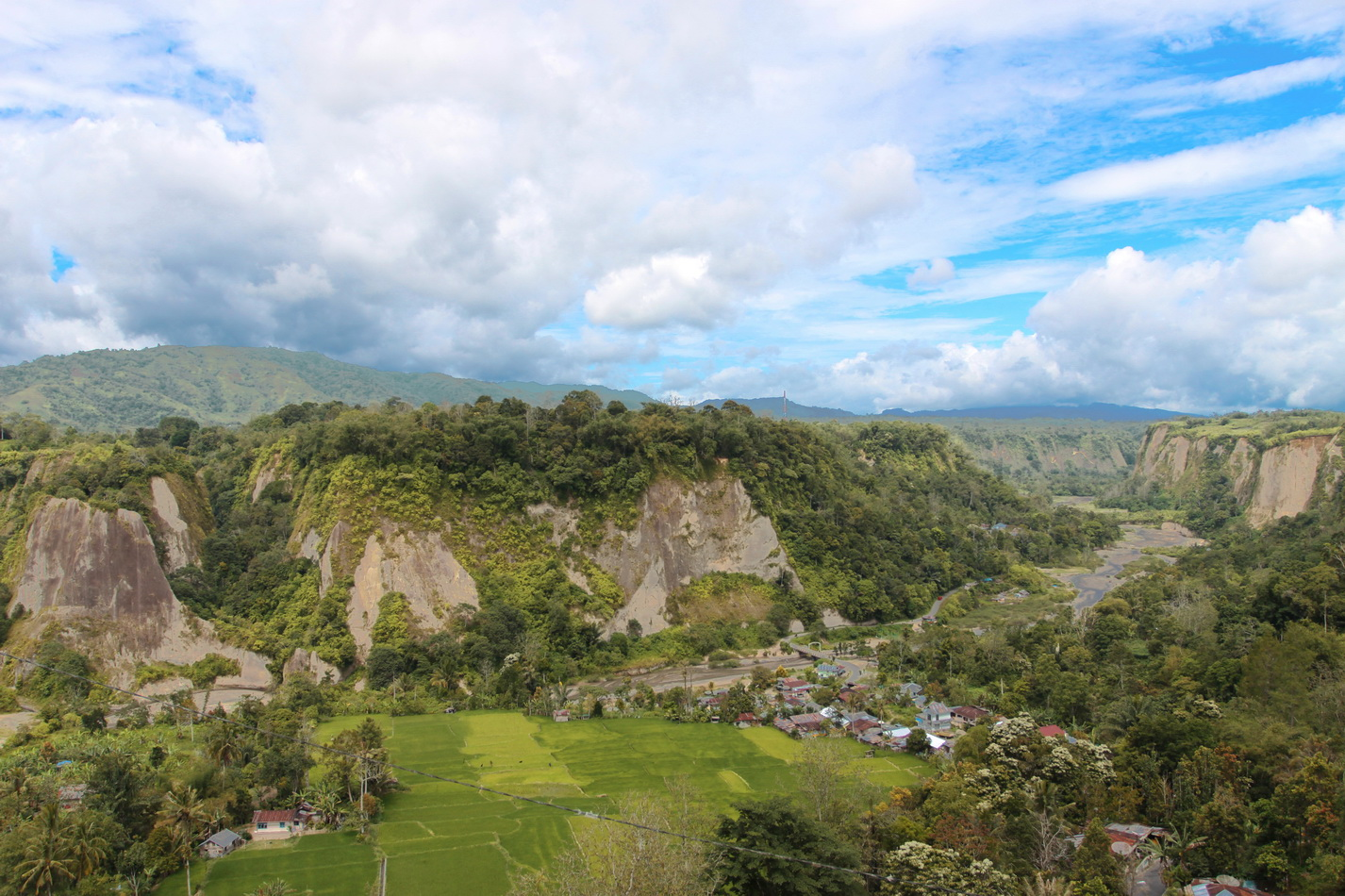
El cañón del Sianok en Bukittinggi, Indonesia

En geomorfología y geología, un cañón o cañadón es un accidente geográfico provocado por un río que a través de un proceso de epigénesis excava en terrenos sedimentarios una profunda hendidura de paredes casi verticales. Un lecho de río alcanzará gradualmente una elevación de referencia, que es la misma elevación que la masa de agua en la que desemboca el río. Los procesos de meteorización y erosión formarán cañones cuando las cabeceras y el estuario del río estén a elevaciones significativamente diferentes, particularmente a través de regiones donde las capas de rocas más blandas se entremezclan con capas más duras más resistentes a la intemperie. Es, pues, una especie de desfiladero ensanchado por la larga actuación de los procesos de erosión de hielo. Cuando el cañón es muy estrecho, apenas algo más de un par de metros, se conoce como cañón de ranura.
Otros tipos de cañones: 
- Cañones cársticos, producidos por la incisión de una corriente fluvial más la karstificación.
- Cañones asociados a fracturas, en las que también puede haber karstificación o un cambio del nivel de base.
- Cañones de carácter estructural, como las cluses producidas en los relieves apalachanos.

En general, los relieves tabulares, favorecen la presencia de cañones profundos asociados a fracturas, como sucede con las gargantas en terrenos calizos o cársticos.
Un cañón también puede referirse a una grieta entre dos picos montañosos, como los de las Montañas Rocosas, los Alpes, el Himalaya o los Andes. Normalmente, es un río o arroyo el que abre estas brechas entre montañas. Ejemplos de cañones de tipo montañoso son Provo Canyon en Utah o el Valle de Yosemite en  Sierra Nevada de California. Los cañones dentro de montañas, o desfiladeros que tienen una abertura en un solo lado, se denominan cañones en caja. Los  cañones de ranura son cañones muy estrechos que suelen tener paredes lisas.
Los valles escarpados del lecho marino del talud continental se denominan  cañones submarinos. A diferencia de los cañones terrestres, los submarinos se forman por corrientes de turbidez y deslizamientos submarinos.
￼

## Etimología

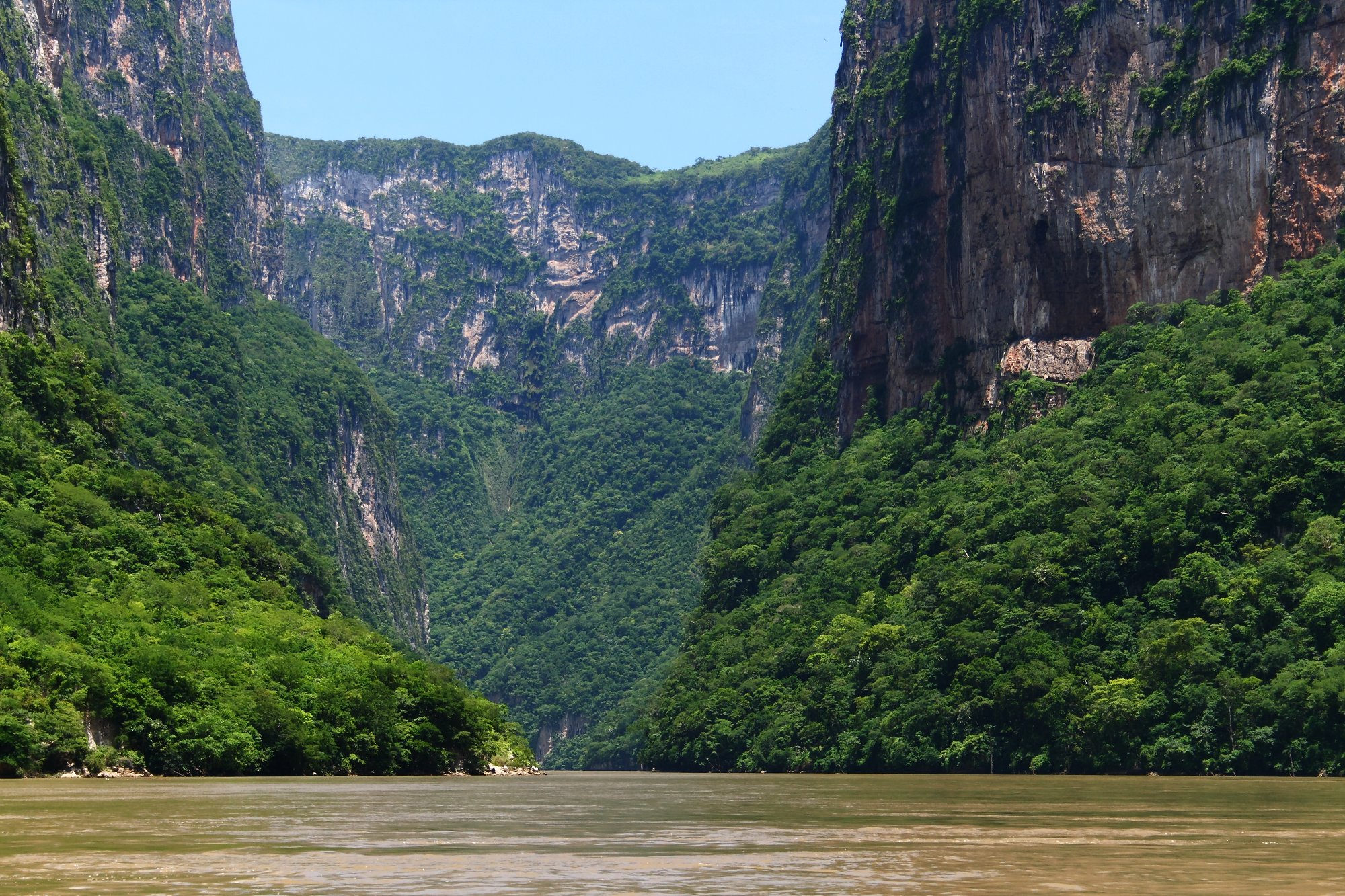
Cañón del Sumidero, México

La palabra cañón es de origen español (cañón, con el mismo significado. La palabra cañón se usa generalmente en Norteamérica, mientras que las palabras garganta y barranco (de origen francés) se usan en Europa y Oceanía, aunque garganta y barranco también se usan en algunas partes de Norteamérica. En Estados Unidos, los topónimos suelen utilizar cañón en el suroeste (por su proximidad al México hispanohablante) y desfiladero en el noreste (que está más cerca del  Canadá francés), graduándose el resto del país entre estos dos según la geografía. En Canadá, una garganta suele ser estrecha, mientras que un barranco es más abierto y a menudo boscoso. La palabra de origen militar desfiladero' se utiliza ocasionalmente en el Reino Unido.

## Formación

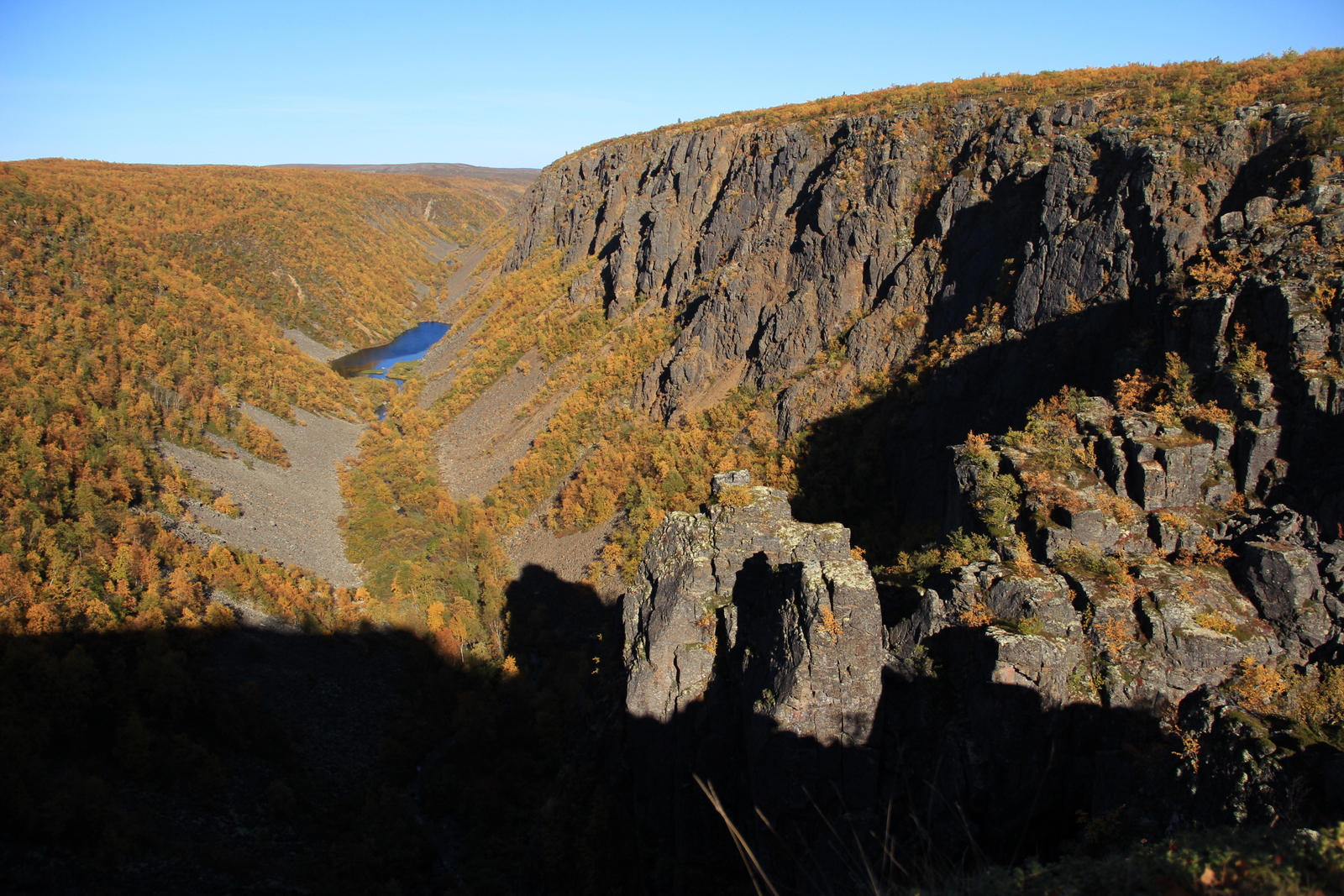
Cañón Kevo en Utsjoki, Finlandia

La mayoría de los cañones se formaron por un proceso de erosión prolongado desde una meseta o nivel de meseta. Los acantilados se forman porque los estratos rocosos más duros que son resistentes a la erosión y a la intemperie permanecen expuestos en las paredes del valle.
Los cañones son mucho más comunes en áreas áridas que en áreas húmedas porque la meteorización física tiene un efecto más localizado en las zonas áridas. El viento y el agua del río se combinan para erosionar y cortar materiales menos resistentes como la lutita. La congelación y expansión del agua también sirven para ayudar a formar cañones. El agua se filtra en las grietas entre las rocas y se congela, separando las rocas y finalmente provocando que grandes trozos se desprendan de las paredes del cañón, en un proceso conocido como cuña de escarcha. Las paredes del cañón a menudo están formadas por arenisca o granito resistentes.
A veces, grandes ríos atraviesan cañones como resultado de un levantamiento geológico gradual. Estos se llaman ríos atrincherados, porque no pueden alterar fácilmente su curso. En los Estados Unidos, el Río Colorado en el Sudoeste y el río Snake en el Noroeste son dos ejemplos de levantamiento tectónico.
Los cañones a menudo se forman en áreas de roca de piedra caliza. Como la piedra caliza es soluble hasta cierto punto, se forman sistemas de cuevas en la roca. Cuando un sistema de cuevas se derrumba, queda un cañón, como en las Mendip Hills en Somerset y los Yorkshire Dales en Yorkshire, Inglaterra.

## Cañones más grandes
La definición de "cañón más grande" es imprecisa, ya que un cañón puede ser grande por su profundidad, su longitud o la superficie total del sistema de cañones. Además, la inaccesibilidad de los principales cañones del Himalaya contribuye a que no se consideren candidatos al cañón más grande. La definición de "cañón más profundo" es igualmente imprecisa, sobre todo si se incluyen los cañones de montaña, así como los cañones que atraviesan mesetas relativamente llanas (que tienen una elevación del borde algo bien definida).
El Gran Cañón Yarlung Tsangpo (o Cañón del Tsangpo), a lo largo del río Yarlung Tsangpo en la Tíbet, es considerado por algunos como el cañón más profundo del mundo con 5500 m. Es ligeramente más largo que el Gran Cañón de Estados Unidos. Otros consideran que el desfiladero de Kali Gandaki, en el medio oeste de Nepal, es el cañón más profundo, con una diferencia de 6400 metros (6999,1 yd) entre el nivel del río y los picos que lo rodean.
Compitiendo por el cañón más profundo de América están el cañón del Cotahuasi y el cañón del Colca, en el sur de Perú. Ambos han sido medidos a más de 3500 metros (3827,6 yd) de profundidad.
El Gran Cañón del norte de Arizona, con una profundidad media de 1600 metros (1749,8 yd) y un volumen de 4.17x1012m³, es uno de los cañones más grandes del mundo. Fue uno de los 28 finalistas de la encuesta mundial New7Wonders of Nature. (Algunos se refieren a él como una de las siete maravillas naturales del mundo.).
El cañón más grande de África es el cañón del río Fish en Namibia.
En agosto de 2013 se informó del descubrimiento del Gran Cañón de Groenlandia, a partir del análisis de los datos de la Operación IceBridge. Se encuentra bajo una capa de hielo. Con una longitud de 750 kilómetros (466 mi), se cree que es el cañón más largo del mundo.
A pesar de no ser tan profundo ni largo como el Gran Cañón, el Valle de Capertee en Australia es en realidad 1 km más ancho que el Gran Cañón, lo que lo convierte en el cañón más ancho del mundo.

## Ejemplos de cañones

### En Norteamérica
- barranca de Huentitán, en el estado de Jalisco, en el occidente de México;
- barranca de Metztitlán, en el estado de Hidalgo, en el centro de México;
- barrancas del Cobre, en el estado de Chihuahua, al norte de México;
- cañón del Sumidero, en el estado de Chiapas, México, con casi 1000 m de profundidad;
- Cañón el Calabozo, en Monterrey, Nuevo León, México;
- Cañón del Boquillas, en el estado de Coahuila, México;
- Cañón de Santa Elena, en el estado de Chihuahua, México;
- cañón del Colorado, en el oeste de los Estados Unidos, con casi 1500 m de profundidad;
- parque nacional Cañón Negro del Gunnison;
- Bryce Canyon, en el estado de Utah, también al oeste de los Estados Unidos;
- cañón del río Yellowstone, en Wyoming, Estados Unidos;
- Desfiladero del Río Grande;
- garganta del río Niágara;
- garganta del río Columbia;
- Cañón American Fork , Utah
- Cañón del Antílope , Arizona
- Cañón del río Apple , Illinois
- Abismo Ausable , Nueva York
- Cañón Big Cottonwood , Utah
- Cañón Negro del Gunnison , Colorado
- Garganta de la Mano Negra , Ohio
- Cañón de Blackwater , Virginia Occidental
- Cañón Blue Creek , Colorado
- Cañón Bluejohn , Utah
- Cañón de la caja , Colorado
- Cañón Rompe , Kentucky y Virginia
- Cañón de Butterfield , Utah
- Cane Creek , Alabama
- Cañón de Chelly , Arizona
- Parque Nacional Canyonlands , cañones del río Colorado y su principal afluente el * río Green , Utah
- Cheat Canyon , Virginia Occidental
- Garganta de Clifton , Ohio
- Parque estatal Clifty Falls , Indiana
- Cañón de las nubes , Georgia
- Garganta del río Columbia , Oregón y Washington
- Conkle's Hollow , Ohio
- Cañón de Cottonwood , Utah
- Garganta del río torcido , Oregón
- Hueco de la muerte , Utah
- Cañón de la Desolación , Utah
- Cañón Dismals , Alabama
- Garganta llameante , Wyoming y Utah
- Cañón del canal , Nuevo Hampshire
- Cañón Glen , Utah y Arizona
- Cañón de Glenwood , Colorado
- Cañón de Gore , Colorado
- Gran Cañón , Arizona
- Gran Cañón de Yellowstone , Wyoming
- Cañón Grandstaff , Utah
- Garganta de Guffey , Colorado
- Gulf Hagas, Maine
- Hells Canyon , Idaho , Oregón y Washington
- Cañón del caballo , Utah
- Cañón del río Kern , California
- Cañón de los Reyes , Utah
- Cañón de los Reyes , California
- Leslie Gulch , Oregón
- Garganta de Linville , Carolina del Norte
- Pequeño Cañón Cottonwood , Utah
- Pequeño Gran Cañón , Illinois
- Pequeño Cañón del Río , Alabama
- Cañón Logan , Utah
- Garganta de Mather , Maryland
- Cañón de Marysvale , Utah
- Cañón de McCormick's Creek ,
- Indiana Cañón de Millcreek , Utah
- New River Gorge , Virginia Occidental
- Cañón Ninemile , Utah
- Cañón de Ogden , Utah
- Garganta de Oneonta , Oregón
- Cañón de Palo Duro , Texas
- Cañón de Parleys , Utah
- Garganta de Pine Creek , Pensilvania
- Cañón Poudre , Colorado
- Cañón de la providencia , Georgia
- Garganta de Quechee , Vermont
- Garganta del río rojo , Kentucky
- Río Grande Gorge, Nuevo México
- garganta real , colorado
- Cañón Ruby , Utah
- Cañón del río Snake , Idaho
- Cañón de nieve , Utah
- Cañón de Stillwater , Utah
- Garganta de Tallulah , Georgia
- Garganta del río Tennessee , Alabama y Tennessee
- El abrevadero , Virginia Occidental
- Cañón de Unaweep , Colorado
- Desfiladero de Uncompahgre , Colorado
- Cañón de Waimea , Hawái
- Muros de Jericó , Alabama
- Cañón Weber , Utah
- Cañón de Westwater , Utah
- Cañón de Wolverine , Utah
- Cañón Blanco , Utah
- Cañón de Zion , Utah

### En Europa
- Cañón del Ebro en la provincia de Burgos.
- cañón del río Lobos, en las provincias de Burgos y Soria, España;
- cañón de Almadenes, formado por el río Segura en Cieza y Calasparra Provincia de Murcia, España;
- Garganta del río Tarn, en Francia;
- Arribes del Duero, en las provincias de Salamanca y Zamora (España) y los distritos de Guarda y Braganza (Portugal);
- Garganta del Verdón (Francia)
- Cañón del Arrazas (Huesca)
- Cañón de Añisclo (Huesca)
- Cañón del Júcar (Valencia)
- Cañón del río Tara (Montenegro)

### En Asia
- Cañón del Sianok en Bukittinggi, Sumatra Occidental, Indonesia;
- Garganta Qutang, una de las Tres Gargantas del río Yangtsé, en China;
- Garganta del río Yarlung Tsangpo o tramo alto del Brahmaputra, la más profunda del mundo, en Tíbet, China;

### En Sudamérica

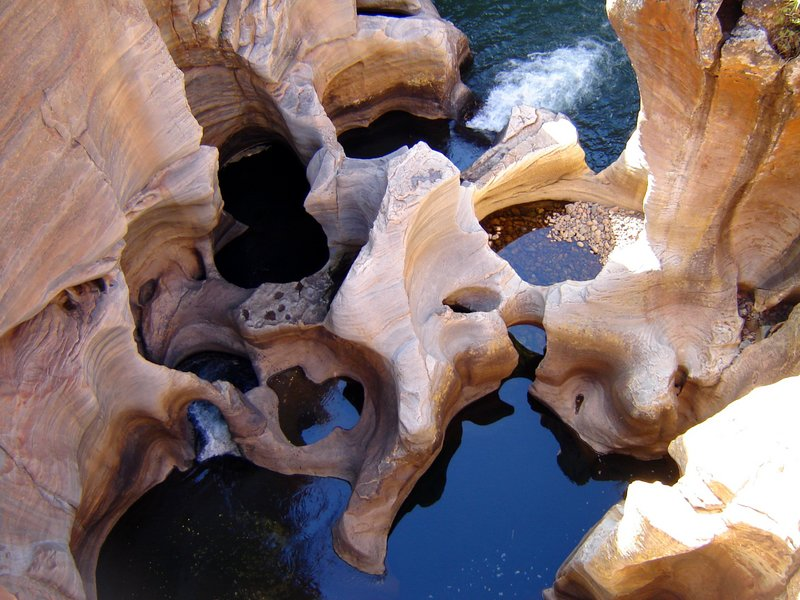
Unas marmitas de gigante en el fondo del Cañón del Blyde River en Sudáfrica.

- Cañón Itaimbezinho, en el parque nacional de Aparados da Serra, Río Grande del Sur, Brasil.
- Cajón del Maipo, en Chile, cañón andino en la comuna de San José de Maipo.
- Cañón del Atuel, Mendoza, Argentina.
- Cañadón Escondido, en Neuquén, Argentina
- Cañón del Pilaya, entre los departamentos de Chuquisaca y Tarija, Bolivia.
- Cañón del Apurímac, entre los departamentos de Apurímac y Cusco con 4691 m es el más profundo del Perú y el segundo del mundo.
- Garganta del río Majes, en el Perú, casi el doble de profunda que el Gran Cañón del Colorado;
- Cañón de Cotahuasi en la región Arequipa, Perú con 3535 m de profundidad;
- Cañón del Colca, en la región Arequipa, Perú, con 4160 m de profundidad máxima.
- Cañón del Pato, en la región Áncash, en Perú;
- Cañón del Marañón, entre los departamentos de Áncash y Huánuco, en Perú, con 1900 metros de profundidad;
- Cañón del Chicamocha, en Santander, Colombia, con 2000 m de profundidad;
- Cañón de Saturban, en Santander, Colombia;
- Cañón del Combeima, en Tolima, Colombia;
- Cañón de las Gachas, en Santander, Colombia;
- Cañón de río de Oro, en Santander, Colombia;
- Cañón del Diablo, en el Estado Bolívar (Venezuela);
- Desfiladero del río Kavak, al oeste del Auyantepui, en el estado Bolívar (Venezuela);

### En Centroamérica
- Cañón de Somoto, en el departamento de Madriz, Nicaragua.
- Cañón San Cristóbal, en el municipio de Barranquitas, Puerto Rico.